# André Warwar
André Warwar  (Rio de Janeiro, 19 de abril de 1969 — Boituva, 11 de maio de 2022) foi um diretor de cinema e podcaster brasileiro. Dirigiu, em 2011, o primeiro filme brasileiro exibido na resolução 4K, o curta-metragem "Retrato falhado". O seu filme de estreia, o curta "A Truta", foi escolhido um dos dez melhores filmes pelo publico no 11.º Festival Internacional de Curtas Metragens de São Paulo de 2000.

## Biografia
Em 2017, lançou seu primeiro longa-metragem como diretor, "O Crime da Gávea". Em 2018, lançou o podcast de humor "Matriz de Risco", cujo slogan é "muito de tudo e tudo de muito pouco" ao lado de André Braun. Em 2020, durante o isolamento social — durante a pandemia de COVID-19 — criou uma forma inédita de entretenimento audiovisual que mistura elementos de teatro e cinema que acontece ao vivo: o espetáculo "Desafio Hitchcock". Durante a transmissão, o diretor inclui elementos do chat no texto, dirige e edita enquanto a cena acontece.

## Filmografia
- 2000 – A Truta - curta-metragem
- 2002 – Cena 1 - curta-metragem
- 2011 – Retrato falhado - curta-metragem
- 2017 – O Crime da Gávea

## Premiações
- 2000: "A Truta" – eleito, no 11.º Festival Internacional de Curtas Metragens de São Paulo, um dos dez melhores do público[1]
- 2011: "Retrato falhado" – hors concours no Festival do Rio[6]